# 921

## Nașteri
- Edmund I, rege al Angliei din 939, (d. 946)

- Ludovic al IV-lea, rege al Franței din 936, (d. 954)

## Decese
- 15 septembrie: Ludmila a Boemiei ducesă consoartă a Boemiei (n. 860)